# Ruohojärvet
Ruohojärvet är varandra näraliggande sjöar i Pajala kommun i Norrbotten som ingår i Torneälvens huvudavrinningsområde.
- Ruohojärvet (Junosuando socken, Norrbotten, 751665-178734), sjö i Pajala kommun, 67°36′11″N 22°34′03″Ö / 67.6031°N 22.5674°Ö (4,36 ha)
- Ruohojärvet (Junosuando socken, Norrbotten, 751700-178757), sjö i Pajala kommun, 67°36′20″N 22°34′21″Ö / 67.6055°N 22.5724°Ö (4,04 ha)